# Mallet Quartet
Mallet Quartet est une œuvre de musique contemporaine de Steve Reich composée pour un quatuor de percussions en 2009.

## Historique
La première mondiale de Mallet Quartet est donnée le 6 décembre 2009 au Palais des Arts de Budapest par l'ensemble Amadinda Percussion Group, commissionnaire de l'œuvre pour le 25e anniversaire de sa fondation, avant d'être présenté aux États-Unis le 9 janvier 2010 par l'ensemble So Percussion à l'Université Stanford, cocommissionnaire de la pièce.

## Structure
Mallet Quartet est une œuvre « reichienne classique » écrite pour un quatuor composé de deux marimbas (à cinq octaves) et de deux vibraphones, ou quatre marimbas, dont l'exécution dure environ 15 minutes :
1. Fast ~ 7'
2. Slow ~ 3'
3. Fast ~ 5'

## Enregistrements
- Sur le disque WTC 9/11 par l'ensemble de claviers So Percussion, Nonesuch Records, 2011.
- Sur Live at Foundation Louis Vuitton, par le Colin Currie Group et Synergy Vocals, Colin Currie Records CD CCR003, 2019.